# Entre le bœuf et l’âne gris
Entre le bœuf et l’âne gris („Zwischen Ochs und grauem Esel“) auch unter dem Titel Le sommeil de l’enfant Jésus („Der Schlaf des Jesuskindes“), englisch The sleep of the infant Jesus usw. bekannt, ist ein altes französisches Weihnachtslied. Der Text des Liedes bezieht sich auf die Krippe, in der Jesus geboren wurde, und wo traditionellerweise Ochs und Esel zugegen sind. Der Legende zufolge wärmen die beiden Tiere das Neugeborene mit ihrem Atem.
Die Anwesenheit von Ochs und Esel, die in den Evangelien nicht erwähnt wird, geht wohl ursprünglich auf Jesaja zurück: „Der Ochse kennt seinen Besitzer und der Esel die Krippe seines Herrn; Israel aber hat keine Erkenntnis, mein Volk hat keine Einsicht“ (Jes 1,3 ).
Es ist unter vielen Titeln bekannt und in verschiedenen Textvarianten. Es ist in vielen Sammlungen enthalten.

## Melodien
Die traditionelle Melodie aus dem 19. Jahrhundert geht auf Ursprünge im 13. Jahrhundert zurück.
Eine Neuvertonung schuf unter anderem François-Auguste Gevaert (1828–1908).

## Text
| Französisch | Übersetzung |
| --- | --- |
| Entre le bœuf et l’âne gris Dort, dort, dort le petit fils, Mille anges divins, Mille séraphins, Volent à l’entour de ce grand Dieu d’amour. Entre les deux bras de Marie Dort, dort, le Fruit de Vie, Mille anges … Entre les roses et les lys Dort, dort, dort le petit fils, Mille anges … En ce beau jour solennel Dort, dort, dort l’Emmanuel, Mille anges … | Zwischen Ochs und grauem Esel Schläft, schläft, schläft der kleine Sohn, Tausend göttliche Engel, Tausend Seraphime, Umschweben diesen großen Gott der Liebe. In den Armen Mariens Schläft, schläft, die Frucht des Lebens, Tausend göttliche Engel … Zwischen Rosen und Lilien Schläft, schläft, schläft der kleine Sohn, Tausend göttliche Engel … In diesem schönen feierlichen Tag Schläft, schläft, schläft Immanuel, Tausend göttliche Engel … |

## Coda
Seine Coda wird heute nicht gesungen:
Entre deux larrons sur la croix.

Dort, dort, dort, le Roi des Rois.

Mille Juifs mutins,

Cruels assassins,

Crachent à l’entour

De ce grand Dieu d’amour.

## Videos
- Klangbeispiele: Ute Neumerkel, frz. auf YouTube, Martinusgruppe Ensch, dt. auf YouTube, Sjors ter Braak auf YouTube